# San Carlos Minas
San Carlos Minas is een plaats in het Argentijnse bestuurlijke gebied Minas in de provincie Córdoba. De plaats telt 1 215 inwoners.